# سسک نیلی
سسک نیلی (نام علمی: Setophaga cerulea) یک پرنده آوازخوان کوچک از خانوادهٔ چرخ‌ریسک‌نمایان است. نرهای بالغ دارای روتنهٔ نیلی و سفید کم‌رنگ با گردنبند سیاه روی سینه و رگه‌های سیاه در پشت و پهلو هستند. ماده‌ها و پرندگان نابالغ دارای روتنهٔ خاکستری یا سبزرنگ، نوارهای رنگ‌پریده روی چشم و بدون رگه در پشت و بدون گردن هستند. همه این پرندگان دارای نوارهای بالی و یک نوک تیز و نازک هستند. آنها در طول فصل زادآوری در جنگل‌های برگ‌ریز شرق آمریکای شمالی یافت می‌شوند و سپس به مناطق کوهستانی جنگلی در آمریکای جنوبی مهاجرت می‌کنند. این گونه در معرض خطر با وضعیت IUCN نزدیک تهدید در نظر گرفته می‌شود، که نشان می‌دهد با هیچ گونه تهدید قریب‌الوقوع انقراض در طبیعت روبرو نیست.

## پراکندگی و زیستگاه
زیستگاه‌های زادآوری آنها جنگل‌های برگریز بالغ در شرق آمریکای شمالی هستند. آنها برای گذراندن زمستان شمالی در مناطق کوهستانی جنگلی در آمریکای جنوبی کوچ می‌کنند.

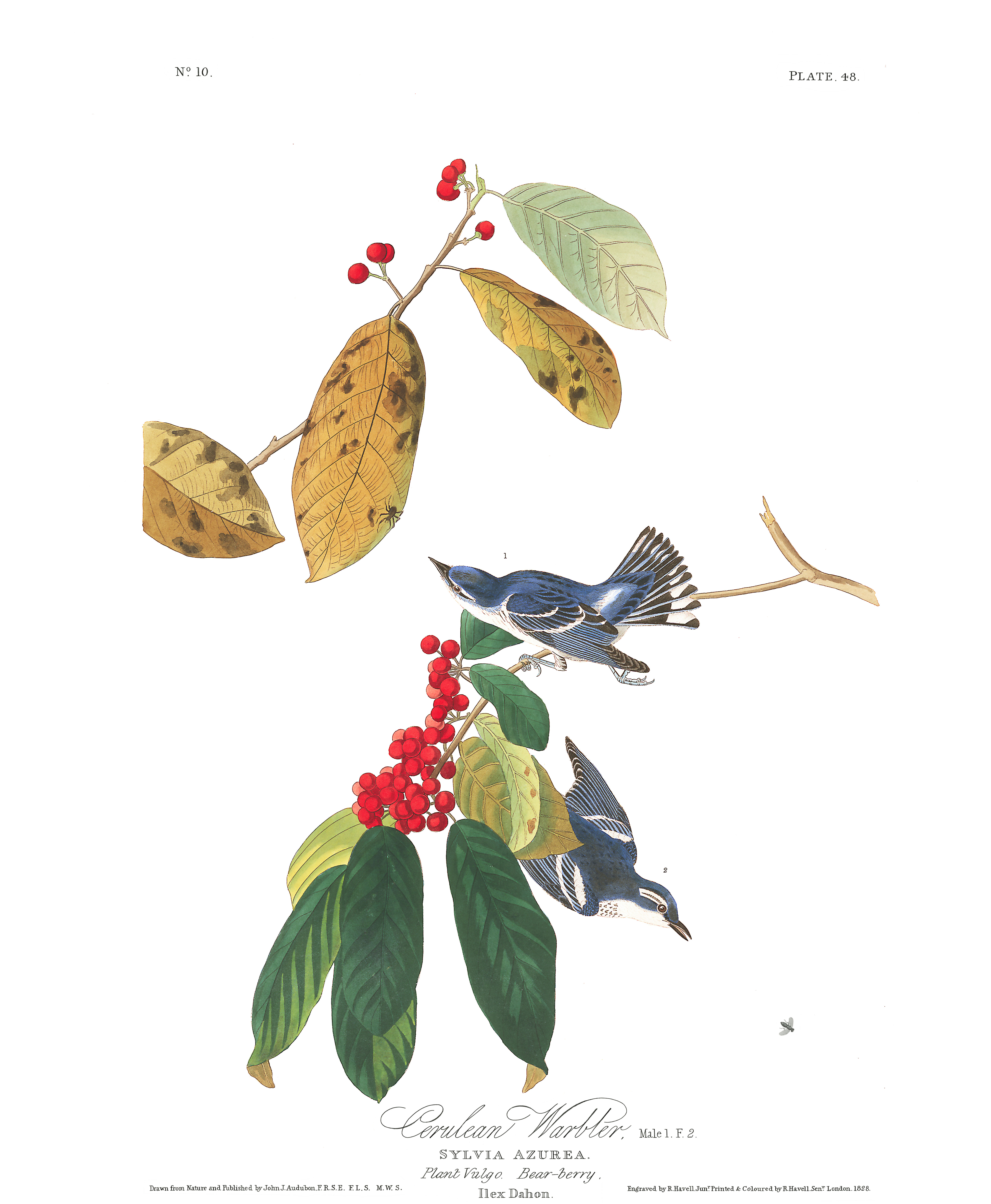
«سسک لاجوردی» در پرندگان آمریکا